# Joseph Czarnota
Joseph John Czarnota (* 25. März 1925 in Wakefield, Massachusetts; † 9. Oktober 1968) war ein US-amerikanischer Eishockeyspieler.  

## Karriere
Joseph Czarnota diente im Zweiten Weltkrieg im United States Marine Corps. Nach Kriegsende besuchte er zunächst die Eliteschule Brewster Academy, ehe er an der Boston University studierte. Parallel zu seinem Studium spielte er Eishockey und American Football. Im Anschluss an die Winterspiele 1952 war er in lokalen Junioreneishockey-Programmen in seiner Heimatstadt tätig. Czarnota starb im Alter von 43 Jahren an einem Herzinfarkt. 

### International
Für die USA nahm Czarnota an den Olympischen Winterspielen 1952 in Oslo teil, bei denen er mit seiner Mannschaft die Silbermedaille gewann. 

## Erfolge und Auszeichnungen
- 1952 Silbermedaille bei den Olympischen Winterspielen